# Deep End
A Deep End egy angliai blues-rock együttes, amely 1985-ben alakult. A zenekart a The Who-ból ismert Pete Townshend és a Pink Floyd gitárosa, David Gilmour alapította. 1985-ben három jótékonysági koncertet adott a zenekar a londoni Brixton Akadémián, ám ebből a harmadikat nem tudták megtartani, mert kevesen vettek rá jegyet, viszont a koncertekről felvétel készült Deep End Live! címen.

## Tagok
- David Gilmour – gitár
- Pete Townshend - gitár
- Chucho Merchan - basszusgitár
- Simon Phillips – dob
- Jody Linscott - ütőhangszerek
- John Bundrick - billentyű
- Billy Nicholls - háttérvokál
- Cleveland Watkiss - háttérvokál
- Gina Foster - háttérvokál
- The Kick Horns nevű rézfúvós együttes

## Diszkográfia
- 1985 - Deep End Live!

## Külső hivatkozások
- David Gilmour hivatalos oldala (angolul)